# 1Up
1Up es una película de comedia estadounidense dirigida por Kyle Newman y escrita por Julia Yorks. Está protagonizada por Ruby Rose y Paris Berelc.
La película fue estrenada por Amazon Studios el 15 de julio de 2022.

## Elenco
- Ruby Rose como Parker
- Paris Berelc como Lee
- Taylor Zakhar Perez como Dustin
- Hari Nef como Sloane
- Nicholas Coombe como Owen
- DJ Mausner como Diane
- Madison Baines como Lilly
- Lolita Milena como Jenna

## Producción
En octubre de 2020, se anunció que Elliot Page y Paris Berelc se habían unido al elenco de la película, con Kyle Newman listo para dirigir un guion de Julia Yorks, con BuzzFeed Studios listo para producir la película. En enero de 2021, Ruby Rose, Taylor Zakhar Perez, Hari Nef y Nicholas Coombe se unieron al elenco de la película, con Rose reemplazando a Page, con Lionsgate listo para distribuir.
La fotografía principal se llevó a cabo del 27 de noviembre de 2020 al 21 de febrero de 2021 en Toronto.

## Estreno
En mayo de 2022, Amazon Studios adquirió los derechos de distribución de la película. Fue estrenada el 15 de julio de 2022 en Amazon Prime Video.